# Leucerminium aschersonianum
Leucerminium aschersonianum là một loài thực vật có hoa trong họ Lan. Loài này được (Brúgger & Killias) Rauschert mô tả khoa học đầu tiên năm 1983.